# Rubefacción
La rubefacción es, en medicina, el color rojo o sanguíneo que se presenta como fenómeno morboso en la piel y en las membranas mucosas, por efecto de un medicamento o por alguna alteración de la circulación de la sangre debido a alguna inflamación o enfermedad específica.
Un rubefaciente es una sustancia de aplicación tópica que produce un enrojecimiento de la piel, por ejemplo, al provocar la dilatación de los capilares y un aumento de la circulación sanguínea. A veces se han utilizado para aliviar el dolor agudo o crónico, pero hay pruebas limitadas en cuanto a su eficacia, y a partir de 2014 las buenas prácticas no apoyan el uso de geles y cremas que contengan rubefacientes para este fin.

## Ejemplos
Los rubefacientes medicinales comunes incluyen:
- Salicilatos, como el salicilato de metilo (aceite de gaulteria)
- Ésteres de nicotinato
- La capsaicina, derivada del pimiento picante, Capsicum minimum, "incita a la irritación sin rubefacción"
- Isopropanol (alcohol para frotar)
- Mentol
- Minoxidil
- Nicotinato de tofilo (Trafuril)

Los rubefacientes herbales comunes incluyen: [cita requerida]
- Clavo de olor (Syzygium aromaticum)
- Ajo (Allium sativum)
- Jengibre (Zingiber officinale)
- Rábano picante (Cochlearia armoracia)
- Mostaza (Brassica alba o Brassica nigra)
- Ortiga (Urtica dioica)
- Aceite de romero (Salvia rosmarinus)
- Ruta (Ruta graveolens)
- Menta (Mentha piperita)